# Recel
Ne doit pas être confondu avec Resell.
Le recel est le fait de dissimuler, détenir ou transmettre une chose ou une personne (dans ce dernier cas, on parle alors de « recel de malfaiteur » ou « de cadavre »), ou de faire office d'intermédiaire afin de la transmettre, en sachant que cette chose provient d'un crime ou d'un délit, ou est liée à celui-ci s'il s'agit d'une personne.
Le recel peut également résulter du fait, en toute connaissance de cause, de bénéficier d'une chose provenant d'un crime ou d'un délit.

## Par pays

### Canada
Le recel est prévu par le Code criminel du Canada à l'article 354 sous l'intitulé : possession de biens criminellement obtenus en 1978.

### France
Ces infractions sont définies en France par  le Code pénal aux articles 321-1 et suivants, 434-6 et 434-7.
En matière de succession, le recel dit successoral consiste à dissimuler des actifs appartenant au défunt afin de se privilégier au détriment des autres héritiers (article 792 du Code civil).
Le recel est une fraude qui se caractérise par le détournement d'un bien de la communauté, ou un effet de la succession, en vue de se l'approprier et ainsi léser les autres héritiers (article 1477 du Code civil).

#### Recel de favoritisme
Le recel de favoritisme désigne le fait de dissimuler, de détenir ou de transmettre un bien issu d’une infraction, ou encore d’en tirer avantage en ayant pleinement conscience de son origine illégale.
Tirer un bénéfice financier d’une violation des règles encadrant l’attribution des marchés publics peut ainsi être qualifié de recel, si cette infraction est connue du bénéficiaire.
Une personne peut donc être poursuivie pour recel de favoritisme si elle profite sciemment d’un avantage économique obtenu par un tiers grâce à une procédure d’attribution irrégulière.
Sur le plan juridique, le recel suppose un acte matériel — profiter de l’avantage — mais aussi un élément intentionnel : il faut que la personne ait agi en ayant conscience de l’irrégularité de l’origine du bien ou du gain.

### Suisse
- En Suisse, la contrainte est une infraction contre le patrimoine définie par l'article 160 du Code pénal[2].